# 霍里普卡拉山
13°38′47″S 70°46′12″W / 13.64639°S 70.77000°W
霍里普卡拉山（Quri Pukara），是秘魯的山峰，位於該國南部庫斯科大區，由基斯皮坎奇省的馬爾卡帕塔區負責管轄，屬於安地斯山脈的一部分，海拔高度4,605米。